# Out There (игра)
Out There — компьютерная инди-игра, квест с элементами roguelike и симулятора выживания, разработанная французской студией Mi-Clos Studio и выпущенная для мобильных платформ iOS и Android в 2014 году. В 2015 году была выпущена дополненная версия игры под названием Out There: Omega Edition — на тех же платформах, а также для Windows, Mac OS, Linux через Steam.

## Сюжет
Игра начинается в одноместном корабле, предназначенном для доставки спящего в криогенной капсуле пассажира на спутник Юпитера. В итоге форс-мажорных обстоятельств корабль отклоняется от курса, и героя уносит в дальний космос. Позднее выяснится, что с этапа трагедии прошли миллиарды лет, планета Земля сожжена преобразованным в сверхновую Солнцем, поэтому люди не смогут ему помочь. Он остался последним человеком во вселенной.
Очнувшись от криогенного сна, герой осознаёт, что пребывает в незнакомой звездной системе и ему как-то нужно попасть в родную Солнечную систему, которая находится чуть ли не на другом конце Млечного пути. Для этой цели у него не так много ресурсов, так что придется их где-то доставать.

## Геймплей
Перелетая между звёздными системами, игрок собирает на разных планетах ресурсы для поддержания состояния корабля, создания технологий для его модернизации. На его пути попадается всякое — разные планеты, как безжизненные, так и с разумным населением, базы и артефакты инопланетных цивилизаций, брошенные корабли, пришельцы. Все это даёт ему возможность коллекционировать ресурсы, исследовать языки и технологии, находить новые корабли.

## Оценки
| Сводный рейтинг       | Сводный рейтинг          |
| Агрегатор             | Оценка                   |
| --------------------- | ------------------------ |
| GameRankings          | 85,36 %                  |
| Metacritic            | 85/100 (iOS) 75/100 (PC) |
| Иноязычные издания    |                          |
| Издание               | Оценка                   |
| Eurogamer             | 8/10                     |
| GamesRadar+           | [ 5 ]                    |
| Jeuxvideo.com         | 17/20                    |
| TouchArcade           | [ 7 ]                    |
| 148apps               | [ 8 ]                    |
| Gamezebo              | [ 9 ]                    |
| Русскоязычные издания |                          |
| Издание               | Оценка                   |
| Riot Pixels           | 70 %                     |
| StopGame.ru           | «Изумительно»            |
| «Канобу»              | 9/10                     |

Игра получила в основном положительные отзывы от критиков, согласно агрегатору рецензий Metacritic.